# Sgian dubh
Lo Sgian Dubh (pronunciato «schin du», prononcia inglese ˌskiːənˈduː, pronuncia gaelica s̪kʲɪnˈt̪uh) è un coltello-pugnale cerimoniale (in gaelico sgian) indossato come parte del moderno abito delle Highland scozzesi, assieme al kilt. Si porta infilato nei calzettoni, con visibile solo il pomello.

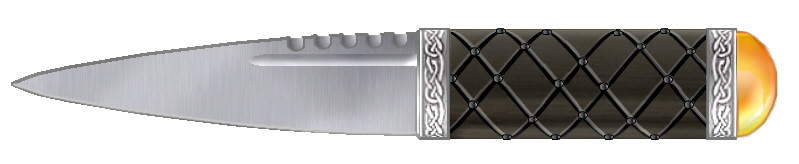
Uno Sgian Dubh senza fodero

## Etimologia
Il nome deriva dal gaelico e significa "coltello nero", dove "nero" può riferirsi al tipico colore dell'impugnatura. Si ipotizza anche che "nero" significhi segreto o nascosto, il che si basa su storie e teorie che circondano le origini del coltello e il significato di "dubh" in gaelico.

## Origini

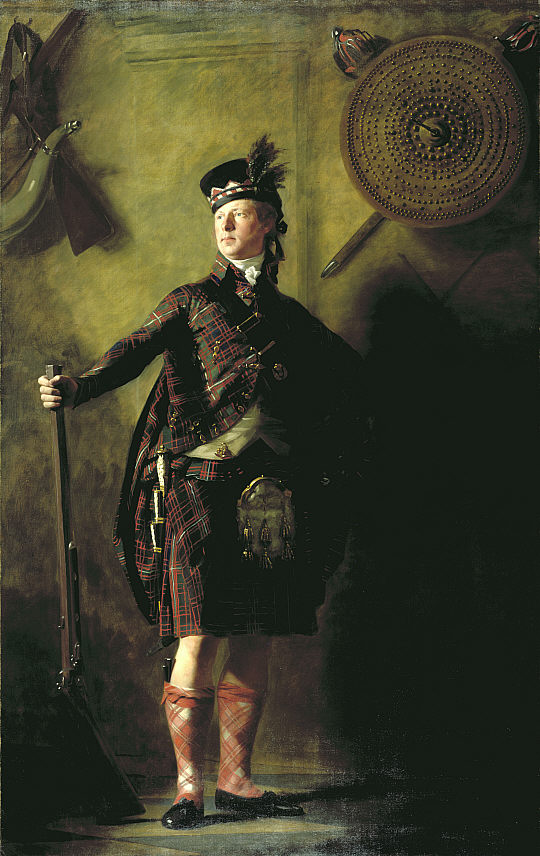
Ritratto eseguito da Henry Raeburn che raffigura Alasdair Ranaldson MacDonell di Glengarry in 1812

Lo sgian dubh potrebbe essersi evoluto dallo sgian achlais, un pugnale che poteva essere nascosto sotto l'ascella. Usato dagli scozzesi del XVII e XVIII secolo, questo coltello era leggermente più largo dello sgian dubh moderno e veniva portato nella parte superiore della manica o nella fodera della giacca. 
Cortesia ed etichetta richiedevano di svelare ogni arma nascosta entrando nella casa di un amico. Perciò gli sgian achlais venivano rimossi dal loro nascondiglio e messi in mostra nella parte superiore delle calze, tenuti fermi dal reggicalze.
Si può vedere lo sgian dubh nei ritratti di uomini in kilt della metà del XIX secolo, per esempio quello eseguito da Henry Raeburn che raffigura Alasdair Ranaldson MacDonell of Glengarry, esposto nella National Gallery of Scotland.

## Costruzione
Le prime lame variavano nella loro fattura.

## Controversie
Nel Regno Unito, in base al Criminal Justice Act 1988 (sezione 139)  e all'Offensive Weapons Act 1996 (sezioni 3 e 4)  per chi indossa il costume nazionale scozzese è legale portare uno sgian dubh.